# كارولين لي غاسكوين
كارولين لي غاسكوين (بالإنجليزية: Caroline Leigh Gascoigne)‏ (2 مايو 1813 - 11 يونيو 1883)؛ كاتِبة وشاعرة بريطانية.

## معرض صور

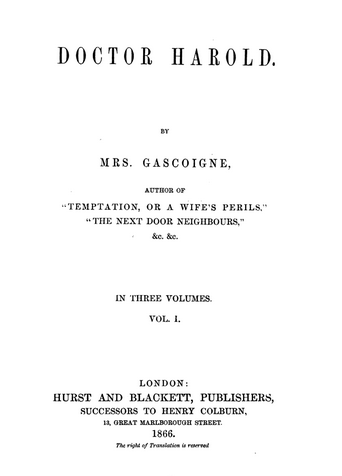
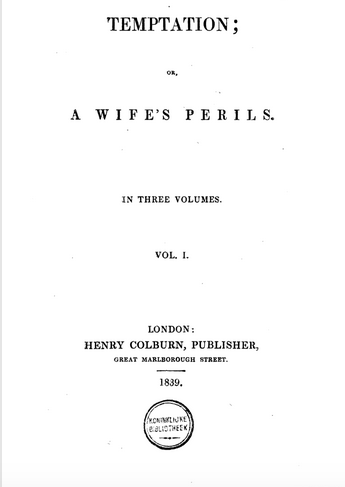
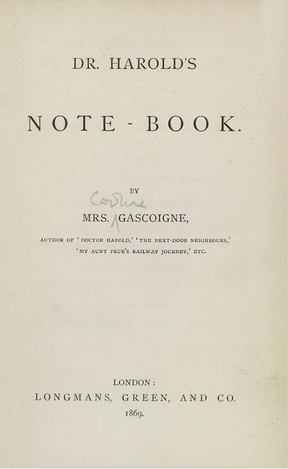
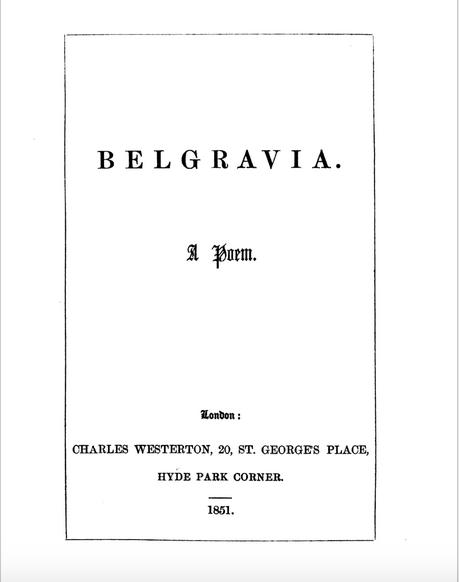
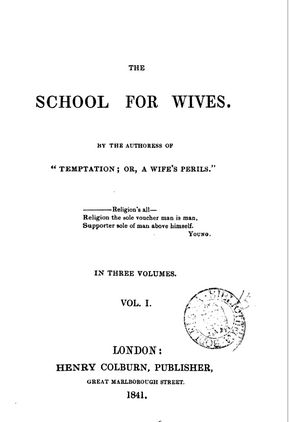
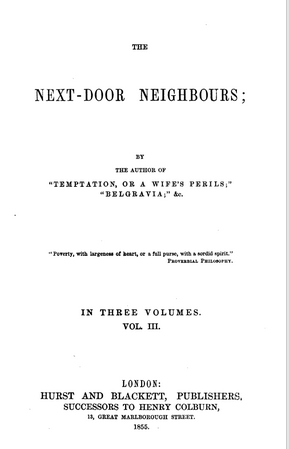